# Kunîn, Jovkva
Kunîn (în ucraineană Кунин) este localitatea de reședință a comunei Kunîn din raionul Jovkva, regiunea Liov, Ucraina.

## Demografie
Componența lingvistică a localității Kunîn
     Ucraineană (99,85%)
     Alte limbi (0,15%)
Conform recensământului din 2001, majoritatea populației localității Kunîn era vorbitoare de ucraineană (99,85%), existând în minoritate și vorbitori de alte limbi.